# منطقة مركز اللاذقية
منطقة اللاذقية منطقة سورية إدارية تتبع محافظة اللاذقية ومركزها مدينة اللاذقية، بلغ تعداد سكان المنطقة 526,888 نسمة حسب التعداد السكاني لعام 2004.

## نواحي منطقة اللاذقية
- ناحية مركز اللاذقية
- ناحية البهلولية
- ناحية ربيعة
- ناحية عين البيضا
- ناحية قسطل معاف
- ناحية كسب
- ناحية هنادي